# 小行星3475
小行星3475（3475 Fichte）是一颗绕太阳运转的小行星，为主小行星带小行星。该小行星于1972年10月4日发现。

## 轨道参数
小行星3475的轨道半长轴为3.1730343 UA，离心率为0.129。